# Europa (provincia romana)

Provincia de Europa entre las provincias balcánicas del Imperio bizantino del.

Europa era una provincia del período tardío del Imperio romano y parte de la diócesis de Tracia.

## Historia
Establecida como consecuencia de las reformas de Diocleciano (r. 284-305) en 314, la provincia se corresponde en gran medida a lo que hoy es la Turquía europea. La capital de la provincia era Perinto (Perinthus, más tarde conocida como Heraclea (Herakleia Perinthos), la moderna Marmara Ereğlisi).    
Bordeando las provincias de Ródope y Hemimonto al oeste y noroeste, respectivamente, Europa era una península y estaba rodeada por el mar por tres partes: el mar Negro al noreste, el Bósforo al este y el mar de Mármara y el mar Egeo al sur y sureste.
La ciudad más grande en la costa del mar Negro era Salmidesso. En la costa del mar de Mármara se encontraban las ciudades de Perinto ('Heracleia'), Selimbria, Redesto y Calípolis. En la costa del Egeo y en la desembocadura del río Maritsa (Hebrus), en el golfo de Saros (Melas), se encontraba la ciudad de Eno (Aenus).

## Sedes episcopales
Las sedes episcopales de la provincia que aparecen en el Anuario Pontificio como sedes titulares son:
| - Apro - Arcadiópolis - Atira (Büyükçekmece) - Bizie (Vize) - Calípolis - Calcis en Europa (İnecik, Tekirdağ) - Cariópolis - Quersoneso en Europa (Hexamili) - Coela (Kilya) | - Daonio (Eski Eregli) - Dercos - Garela (Karayli?) - Heracleia Perinto (Marmara Ereğlisi) - Lisimaquia, conocida como Hexamilio. - Lízico - Madito - Metras (Çatalca) |